# Robert Menasse
Robert Menasse, född 21 juni 1954 i Wien i Österrike, är en österrikisk författare. 
Robert Menasse är son till fotbollsspelaren Hans Menasse (född 1930) och halvbror till journalisten och författaren Eva Menasse (född 1970). Han utbildade sig i germanistik, filosofi och statsvetenskap i Wien, Salzburg och Messina. Han disputerade 1980 i litteraturhistoria.
Mellan 1981 och 1988 arbetade Menasse som litteraturlärare vid Universidade de São Paulo i Brasilien. Han har därefter varit frilansskribent, kolumnist och översättare av romaner från portugisiska till tyska. 
Hans första roman, Sinnliche Gewissheit, gavs ut 1988, och är en delvis självbiografisk berättelse om utlandsösterrikare i Brasilien. Han har, utöver ett antal romaner, också författat ett antal essäer om Österrike, särskilt om österrikisk identitet och Österrikes historia.  
Robert Menasse fick Tyska bokpriset 2017 för romanen Die Hauptstadt.
Han är gift med Elisabeth Menasse-Wiesbauer.